# Maetrix
Maetrix ist ein Jazzalbum des Trondheim Jazz Orchestra und Espen Berg. Die im Mai 2021 im Rainbow Studio in Oslo    entstandenen Aufnahmen erschienen am 30. August 2024 auf Odin Records.

## Hintergrund
Im Jahr 2016 erhielt der norwegische Pianist und Komponist Espen Berg den Auftrag, für das Trondheim Jazz Orchestra zu schreiben. Berg ergriff die Gelegenheit, eine Besetzung bestehend aus 14 Musikern der  skandinavischen Jazzszene auszuwählen, darunter Trompeter Hayden Powell, Daniel Herskedal (Tuba, Basstrompete), Rob Waring (Vibraphon), Sissel Vera Pettersen (Altsaxophon, Gesang), Hanna Paulsberg (Tenorsaxophon), Ole Morten Vågan (Kontrabass) und Hans Hulbækmo (Schlagzeug). Maetrix wurde 2017 beim Molde Jazzfestival uraufgeführt. Im Pressetext ist zu lesen, dass „Berg mit Maetrix seine Berufung bekräftigt hat, eine Musikrichtung zu erforschen, in der komplexe Rhythmen mit starken, herzlichen Melodien gepaart werden“. Der Titel selbst ist angelehnt an Lana und Lilly Wachowskis Film The Matrix aus dem Jahr 1999, verbunden mit Bergs eigener Wahrnehmung des Films. Für Berg war es ein prägendes Projekt, und viele der Stücke haben in der Arbeit mit seinem Trio weitergelebt. Maetrix legte auch den Grundstein für die Veröffentlichung Water Fabric, die im November 2023 erschien.

## Titelliste
- Trondheim Jazzorkester & Espen Berg: Maetrix (Odin Records LP 9595)

1. Artemix / Cadae 24:34
2. XVIII 9:37
3. Beige 12:50
4. Zipline 7:04
5. Maetrix 13:43

Die Kompositionen stammen von Espen Berg.

## Rezeption
Nach Ansicht von Chris May, der das Album in All About Jazz rezensierte, würde Espen Bergs Talent, gute Melodien zu schreiben, hier im Vordergrund stehen; die Toplines und Solisten reiten auf rhythmischen Plattformen, die grenzwertig an Nik Bärtschs „Zen-Funk“ der frühen 2000er Jahre erinnerten. Mehr als Bärtschs Werk navigiere Bergs vielschichtige Suite jedoch ohne viel Aufhebens durch ihre Komplexität und werde durch warm klingende Melodien und üppige Harmonien zugänglich gemacht. Es sei spürbar das Produkt menschlicher Kunstfertigkeit. Maetrix sei für alle zu empfehlen, die ihren Jazz in der Tradition verwurzelt mögen, aber keine Angst haben, darüber hinauszugehen.
Simon Adams, der Maetrix für das Jazz Journal besprach, war der Ansicht, es handele sich dabei um ein „Werk für die Ewigkeit.“ Die norwegische Bigband spiele originelle Kompositionen mit einer Mischung aus Pop, Jazz, Funk und orchestralen Klängen, die manchmal an Weather Report erinnerten.
Es sei spannend, Espen Berg in einer solchen Besetzung zu hören, da man eher gewohnt wäre, ihn in kleinen Besetzungen zu hören, obwohl er auch bei Marius Nesets Treffen mit dem Trondheim-Jazzorchester bei ihrem Molde-Konzert und dem anschließenden Album mitgewirkt habe, schrieb Jan Granlie in Salt Peanuts. Hier würde man erlesene Big-Band-Musik hören, wie sie (fast) niemand sonst biete. Bergs exquisite Kompositionen böten die Grundlage für eine großartige Musik. Mit Kirsti Hukes ausgezeichnetem Gesang würde eine völlig einzigartiger Klang entstehen, der sich von den meisten anderen Bigbands unterscheide. Und hinter dem Gesang und in den meisten Ensembleparts koche das Jazzorchester richtig auf.